# María Jesús de Pedro Michó
María Jesús de Pedro Michó (Xirivella, 19 de març de 1959) és una arqueòloga valenciana,  llicenciada en Geografia i Història per la Universitat de València (1981), especialitzada en l'Edat del Bronze, la museologia i el patrimoni arqueològic.
Va adquirir el grau de doctora a la Universitat de València el 1995 amb la tesi La Edad del Bronce en el País Valenciano: modelo tradicional y nuevas evidencias. Va iniciar l'excavació del jaciment de La Lloma de Betxí (Paterna, València) que serà el referent de la seua carrera professional. El 2013, es va enllestir un projecte de consolidació del jaciment així com de difusió i visites guiades. Al 2015 es va realitzar al Museu de Prehistòria una exposició sota el títol Viure vora el Túria fa 4000 anys, que recollia els resultats de tots els anys d'investigació a la Lloma de Betxí. També ha dirigit les excavacions al jaciment de Muntanya Assolada d'Alzira i des del 2005 condueix les excavacions al jaciment d'Altet de Palau a La Font de la Figuera.
Ha format part de l'equip realitzador de l'exposició temporal Un segle d'Arqueologia Valenciana, el 1991, al 2003 Tunisia, terra de cultures i de l'exposició itinerant L'Arqueologia: el rescat del passat, entre 1996-1997. El 2007 va ser comisaria de l'exposició Arqueologia en Blanc i Negre. La labor del Servei d'investigació Prehistórica: 1927-1950.
Des de 2018 és directora del Museu de Prehistòria de València, després de la jubilació d'Helena Bonet Rosado. Anteriorment havia estat cap de Col·leccions del Museu.
Obres destacades
- La Lloma de Betxí (Paterna, Valencia). Un poblado de la Edad del Bronce (en castellà). vol. 94.  València: Servei d'Investigació Prehistòrica, 1998, p. 316 (Trabajos Varios del S.I.P.). ISBN 84-7795-166-7.
- «Isidro Ballester Tormo i la creació del Servei d'Investigació Prehistòrica». A: Arqueologia en blanc i negre: la labor del SIP 1927-1950.  València: Museu de Prehistòria de València, 2006, p. 47-66. ISBN 978-84-7795-439-2.